# Hafen Türkmenbaşy
Der Hafen Türkmenbaşy wurde in seiner heutigen Form im Jahr 2018 in der turkmenischen Stadt Türkmenbaşy fertiggestellt. Er ist der wichtigste Hafen Turkmenistans. 

## Geografische Lage
Der Hafen liegt am östlichen Ufer des Kaspischen Meers und stellt so eine wichtige Verbindung im Handel Turkmenistans in Richtung Westen her. Er liegt in der Stadt Türkmenbaşy und ist zugleich der Ausgangspunkt der Transkaspischen Eisenbahn, über die wiederum die Eisenbahnnetze aller Nachbarstaaten von Turkmenistan erreicht werden können.

## Geschichte

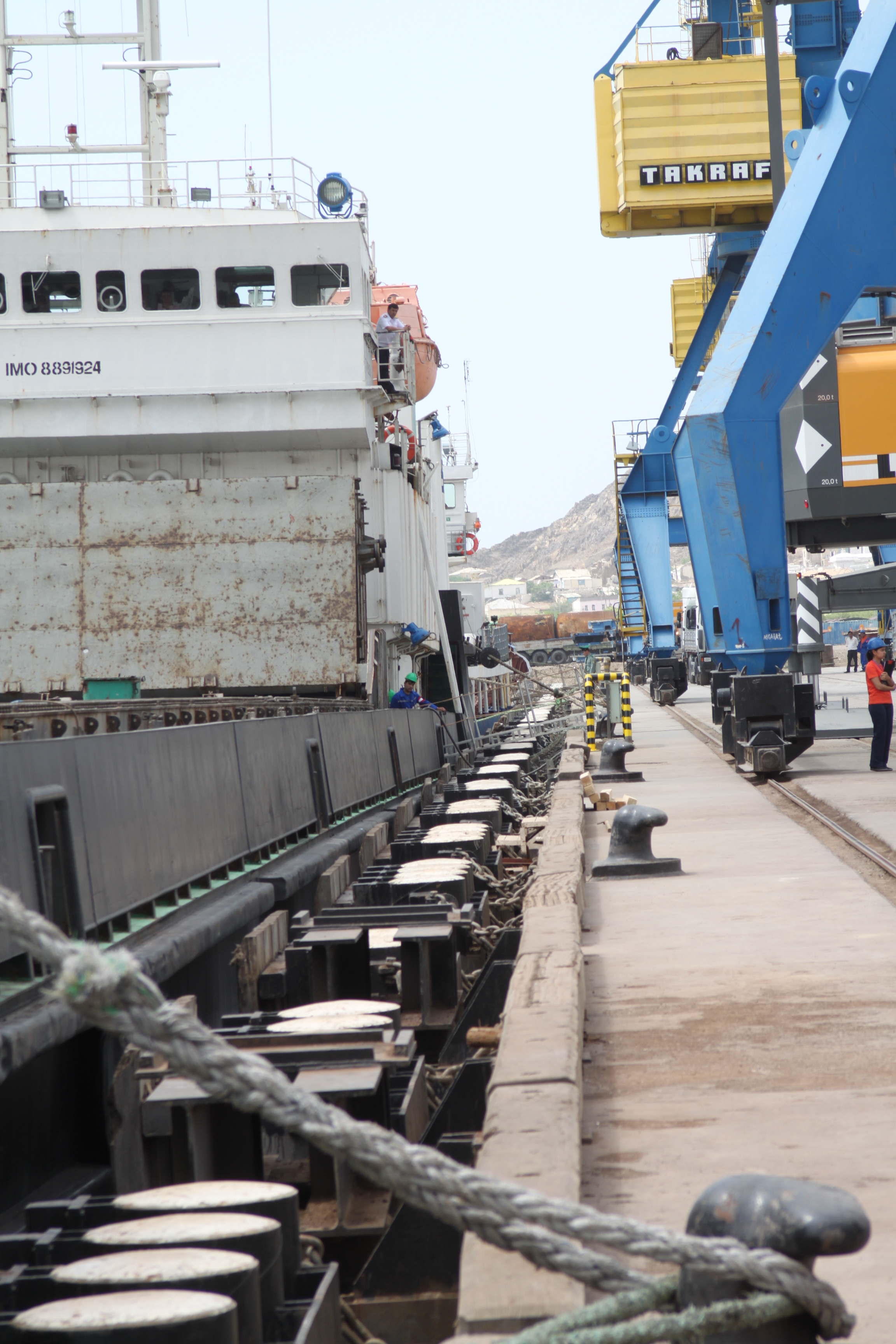
Alte Hafenanlage von Türkmenbaşy

Die Stadt Türkmenbaşy, bis 1993 Krasnowodsk / Красноводск, besaß schon immer einen Hafen, der ursprünglich aber in erster Linie der örtlichen Fischerei diente. Als der Hafen im Russischen Kaiserreich als Ausgangspunkt für die Transkaspische Eisenbahn gewählt wurde, stieg seine Bedeutung im Güter- und Reiseverkehr. 1885 ging der erste Abschnitt der Eisenbahn in Betrieb, 1903 erreichte sie Taschkent.
Nach der Unabhängigkeit Turkmenistans 1991 erhielt der Hafen eine neue Bedeutung für den nationalen Handel in Richtung Westen. Dafür entstand eine komplett neue Hafenanlage, eines der größten Infrastrukturprojekte Zentralasiens. Bei der Grundsteinlegung waren der turkmenische Präsident Gurganbuly Berdimuhamedow und der türkische Präsident Recep Tayyip Erdogan anwesend. Im August 2014 begannen die Bauarbeiten. Ziel war eine Eröffnung im Jahr 2017. Dies verzögerte sich allerdings, so dass die Eröffnungszeremonie erst am 2. Mai 2018, erneut in Gegenwart des turkmenischen Präsidenten, stattfand. Die Bauarbeiten wurden vom türkischen Bauunternehmen Gap Insaat, einem Tochterunternehmen der Calik Holding, ausgeführt. Design und Planung übernahm die deutsche Inros Lackner SE. Um die erforderliche Tiefe für die Fahrrinnen zu erhalten, wurden unter anderem 10 Mio. km3 ausgehoben.

## Betreiber
Der Hafen gehört der Republik Turkmenistan. Betrieben wird er von einer Staatsbehörde, die für alle Fragen des Verkehrs auf dem Wasser zuständig ist und die Bezeichnung Turkmendenizderyayollary führt. Dem Hafen angegliedert ist eine Werft, die organisatorisch aber eine vom Hafen und Turkmendenizderyayollary getrennte Einheit darstellt und als Aktiengesellschaft betrieben wird.

## Anlagen
Die Fläche des Hafens umfasst 1,5 km2. Es stehen 3,6 km Liegeplätze mit einer Mindestbreite von 20 m zur Verfügung. Landseitig umfasst der Hafen 4 km Straßen und 30 km Gleisanlagen. Der Verkehr wird von einem Schiffskontrollzentrum aus dirigiert. Es gibt eine eigene Feuerwehr für den Hafen.
Neben dem Abfertigungsgebäude für Reisende und den Fährbetrieb gibt es Abfertigungsanlagen für Stückgut, Massengüter und einen Containerterminal.
Eine 800 Kilometer lange Pipeline vom Gasfeld Galkynysh führt zum Hafen.

## Betrieb
Im Hafen können gleichzeitig 17 Schiffe abgefertigt werden. Im Durchschnitt werden 17 Mio. t Güter (ohne Erdölprodukte) abgefertigt. Dazu zählen Container, 3 Mio. t Massen- und 4 Mio. t Stückgut.

### Fährbetrieb
Im Fährbetrieb werden jährlich 300.000 Reisende und 75.000 Fahrzeuge – überwiegend Lkw – auf Fähren über das Kaspische Meer abgefertigt. Die Haupttrajekte führen nach Baku in Aserbaidschan (genauer das Dorf Alyat im Bezirk Karadagh, seit 2015) und Olia / Оля in Russland. Im inländischen Verkehr werden Hazar und die Insel Kyzyl Suv angefahren. Die Anlegestelle für die Fähren ist 256 m lang und so konzipiert, dass auf einer Seite des Schiffes der straßenseitige Verkehr bedient wird, auf der anderen Seite ein Zug heranfahren kann.
Im Abfertigungsgebäude für Reisende und den Fährbetrieb sind neben der Grenzkontrolle (Einreisekontrolle und Zoll) ein Hotel sowie andere für Reisende erforderliche Einrichtungen untergebracht. Hier gibt es auch eine „CIP-Lounge“ für besonders wichtige Geschäftsleute. Außerdem befindet sich hier das Stellwerk für den hafeninternen Eisenbahnbetrieb.

### Containerterminal
Der Containerterminal umfasst 25 ha und drei Anlagestellen von zusammen 480 m Länge. Hier arbeiten zwei Portalkräne, die je 70 t heben und 30 Container pro Stunde ver- oder entladen können. Weiter gibt es zwei Kräne mit einer Hubkraft für 48 t und sechs Straßenkräne mit einer von 45 t. Drei Schiffe mit einer Kapazität von bis zu 5000 t können gleichzeitig abgefertigt werden. Die Jahreskapazität beträgt 400.000 Container. Zu der Anlage gehörten zwei Lagerhallen, eine von knapp einem Hektar Fläche, die zweite umfasst 3000 m2.

### Terminal für Massengüter
Hier werden Eisenerz, Zement, Kohle, Getreide, und anderes abgefertigt. Der Terminal umfasst drei Anlagestellen von zusammen 440 m Länge die parallel bedient und von Schiffen mit einer Kapazität von bis zu 5000 t angefahren werden können. Landseitig gibt es hier drei Schienenkräne mit einer Hubkraft von je 42 t und zwei Entladeanlagen mit Förderband, die 650 t pro Stunde schaffen. Zur Anlage gehören auch 14 Getreidesilos, die zusammen 35.000 m3 fassen und acht Zementsilos mit einer Kapazität von 6000 m3. Der Terminal hat offene Lagerflächen von 3,7 ha und Lagerhallen mit 8.500 m2 Fläche.

### Stückgut-Terminal
Der Stückgut-Terminal erstreckt sich über 26 ha und ist auf eine Kapazität von 4 Mio. t pro Jahr angelegt. Die vier dafür vorgesehenen Liegeplätze, die auch gleichzeitig bedient werden können, erstrecken sich über 625 m. Schiffe bis zu 5000 t können sie anfahren. Auch Sperrgut mit einem Gewicht bis zu 1500 t kann hier abgefertigt werden. Zu diesem Bereich des Hafens gehören Lagerflächen im Umfang von 7,5 ha und Lagerhäuser mit einer Grundfläche von 2,6 ha.

### Polypropylen-Terminal
Ein weiterer Terminal des Hafens ist auf Polypropylen spezialisiert. Hier können 120.000 t Polypropylen im Jahr geladen und knapp 19.000 t in den zugehörigen Hallen eingelagert werden. Es gibt in diesem Teil des Hafens Liegeplätze für drei Schiffe bis zu 5000 t.